# Henry T. King
Henry T. King Jr. (27. maj 1919, Meriden, Connecticut – 9. maj 2009) var en amerikansk anklager ved Nürnbergprocessen, advokat og akademisk forfatter.

## Liv og arbejde
King fik sin universitetseksamen i 1941 fra Yale College, og sin juridiske eksamen fra Yale Law School (1943). Efter at have været advokat i flere år i firmaet Milbank, Tweed & Hope blev King en af De Forenede Staters anklagere ved Nürnbergprocessen i 1946-1947. Han deltog først i retsforfølgelsen af den tyske generalstab og overkommando, hvor han forberedte sagerne mod Walther von Brauchitsch, Heinz Guderian og Erhard Milch. Guderian kom aldrig for retten og von Brauchitsch døde inden retssagen kom i gang. Erhard Milch blev dømt for to ud af tre forhold, og blev idømt 20 års fængsel. King arbejdede også på sagerne mod ministerierne og juristerne.
Efter sin tjeneste i Nürnberg havde King en lang karriere som advokat for adskillige virksomheder, herunder TRW Corporation. Han var medlem af det amerikanske advokatsamfunds Task force vedrørende krigsforbrydelser i det tidligere Jugoslavien.
Som led i forberedelsen af sagen mod Erhard Milch interviewede King i 1946 Albert Speer, en af de anklagede i retssagen mod de største krigsforbrydere. Halvtreds år efter mødet udgav han en bog sammen med Bettina Elles med titlen The Two Worlds of Albert Speer: Reflections of a Nuremberg Prosecutor. Udover denne bog har King skrevet over 60 tidsskriftsartikler.
King er for øjeblikket professor ved Case Western Reserve University School of Law, hvor han også fungerer som den amerikanske direktør for Canada-United States Law Institute. King er også en Senior Advisor for Robert H. Jackson Center i Jamestown, New York.
King blev interviewet i BBC's dokudrama fra 2006 Nuremberg: Nazis on Trial.

## Æresbevisninger
I 2002 udnævnte The University of Pittsburgh School of Law King til Fellow honoris causa i Center for International Legal Education. Ligeledes i 2002 blev King tildelt et æresdoktorat i civilret af University of Western Ontario. King var den hollandske regerings gæst den 11. marts 2003 ved indvielsen af den internationale forbryderdomstol i Haag.

Hans søn Dave King er forfatter.